# Mega Man (franšiza)
Megaman (poznati kao Rockman (ロックマン Rockkuman) u Japanu) je Capcomov serijal videoigara, u kojemu je obično u glavnoj ulozi lik Mega Man. Postoji preko 50 Capcom naslova s nazivom Mega Man što ga čini Capcomovom najvećom franšizom. Mega Man igre počele su 1987. s prvom Mega Man igrom na Nintendo Entertainment Systemu. Taj serijal poznat je kao Mega Man Classic serijal nakon koga su uslijedili nekoliko ostalih serijala. Ovo su glavni Mega Man serijali zajedno s godinom kada su započeli: 
- Mega Man (Rockman) (1987.)
- Mega Man X (Rockman X) (1993.)
- Mega Man Legends (Rockman DASH) (1997.)
- Mega Man Battle Network (Rockman EXE) (1997.)
- Mega Man Zero (Rockman Zero) (2002.)
- Mega Man ZX (Rockman ZX) (2006.)
- Mega Man Star Force (Ryusei no Rockman, dosl. "Zvijezda Padalica Rockman")

## Pozadina
Lik Mega Man stvorio je Keiji Inafune 1987. godine pri Capcomu u Japanu kao protagonist novog stila platformskih igara.
U priči originalnog serijala Mega (Rock) je robot stvoren kao laboratorijski asistent za znanstvenika Dr. Thomasa Lighta; nakon izdaje Dr. Wilya, Mega je promijenjen u borbenog robota da obrani svijet od Wilyievih nasilnih robotskih prijetnji te stoga postaje Mega Man (Rockman u japanskom originalu). Iako sve Mega Man igre imaju jedinstvene priče, okružje i likove, one dijele nekoliko zajedničkih značajki koje su stvorile seriju u jednu od najkonzistentnijih u povijesti videoigara. Do 1997. sve Mega Man igre su bile side scrolling igre s 2D nivoima nalik labirintima. Lik kontroliran od igrača bio je Mega Man koji se morao boriti kroz te nivoe koristeći Mega Buster top (tako nazvan u Mega Manu 4) priključen na njegovu ruku da puca na robotska čudovišta koja su prisutna u njegovom okružju. Nakon pobjeđivanja Glavnog Robota, šefa nivoa, Mega Man bi dobio sposobnost da koristi oružje tog Glavnog Robota. Svaki Glavni Robot bio je oblikovan prema određenom elementu ili predmetu npr. Cut Man, Guts Man, Ice Man, Bomb Man, Fire Man, Elec Man, Oil Man, Time Man, Metal Man, Air Man, Bubble Man, itd.
Oružje koje bio dobio Mega Man bi zauzvrat podijelilo taj element s njim nakon što bi pobijedio odgovarajućeg Glavnog Robota. Općenito razine se mogu završiti u bilo kojem redoslijedu i kao rezultat toga određivanje strateški najbolje upotrebe različitih oružja u različitim nivoima je jedna od najboljih osobina serijala. Neprijatelji bi imali najmanje jednu slabost od određenih oružja: na primjer, oružje Ice Mana je moćno protiv Fire Mana. To stvara preferirani redoslijed završavanja razina. Nakon što je svih 8 šefova pobijeđeno, Mega može putovati u Wilyev dvorac i nakon borbe s klonovima 8 šefova suočava se s Wilyem koji je obično u svojem letećem tanjuru.
Svaki serijal ima drugačiji pristup toj osnovnoj formuli. U Mega Man X serijalu likovi rastu u sposobnostima i moći kako igra napreduje; u Mega Man Zero serijalu oružja se više ne kopiraju, ali sposobnosti i poboljšanja se mogu sakupljati tijekom razina. Mega Man Legends dovodi igru u 3D a po žanru je akcijska avantura s role-playing game elementima a Mega Man Battle Network je akcijski RPG. Iako svaki serijal se igra drugačije njihovi korijeni u klasičnom Mega Man serijalu su nemogući da se ne prepoznaju.

## Vremenski slijed
Vremenski slijed za serijal i njegove spinoffove je djelomično kompliciran. Prema Rockman Perfect Memories, službenoj Capcomovoj knjižici:
- Mega Man Classic se odvija od 200X do 20XX,

Spekulira se da se Mega Man (prva igra) događa u 2008, Mega Man 2 u 2009, a sve igre od Mega Mana 3 od 2010 i dalje. Ovaj argument je utemeljen na knjižici Rockman Perfect Memories koja spominje kako je Dr. Light dobio Nobelovu nagradu 2007. Ali, sve ostalo se temelji na spekulacijama i nagađanjima i do danas nije potvrđeno od strane Capcoma.  Arhivirana inačica izvorne stranice od 26. kolovoza 2007. (Wayback Machine)  Arhivirana inačica izvorne stranice od 16. kolovoza 2007. (Wayback Machine)
- Mega Man X se događa u 22. stoljeću pri 21XX
- Mega Man Zero je nastavak X serijala, događa se u 22XX, sto godina nakon što je završio X serijal
- Mega Man ZX se odvija približno oko 200 godina poslije serijala Zero
- Mega Man Legends se događa nekoliko tisuća godina poslije serijala ZX ali točno vrijeme je nepoznato.

Rečeno je da se Mega Man Legends serijal odvija u godini 8XXX (deveto tisućljeće) jer DASH u Rockman DASHU znači «Digouter Adventure Story u danima Halcyona".
Mega Man Battle Network ne spada u tu vremensku liniju jer je smješten u alternativni svijet. Tvrdi da je smješten u 200X. Misli se da je zapravo «što ako» prema klasičnom serijalu, u kojemu umjesto robotike, tehnologija je išla na ruku kompjutorskim programima i kiberprostoru. Drugi ljudi misle da se odvija u alternativnoj dimenziji i često se igraju s tom idejom u obožavateljskim spisateljskim radovima gdje spajaju te dvije dimenzije. Još, jedna druga teorija kaže da Battle Network je prednastavak klasičnom serijalu, u kojem Dr. Light stvara Mega Man AI kao anti-virusni program prije nego što ga je utjelovio kao robota. Nadolazeći "Mega Man Star Force" događa se 200 godina nakon Mega Man Battle Networka (stavljeno je u godinu 220X), stoga postoji u alternativnom svijetu. 

## Kritike
Capcomovo tretiranje Mega Man franšize je bilo kritizirano u različitim razdobljima. Mnogi su optuživali Capcom za muženje serije s neprestanim objavljivanjima spin-offova i sporednih serijala, optužba koja je i podnesena protiv njegove Street Fighter franšize. Mnogi isto misle da cjelokupna kvaliteta serijala je propatila zbog Capcomova inzistiranja za određenim serijalom kada je izvorni razvojni tim već nastavio dalje s ostalim stvarima. Često spominju Mega Man 6 koji je objavljen kada je ekipa Keijija Inafunea već prešla na X serijal. Isto, Mega Man X6 je izdan kada je Keiji Inafune je krenuo raditi na Zero serijalu iako je namjeravao završiti serijal s Mega ManX5. Da se doda ulje na vatru, mnogi obožavatelji su smatrali da je X6 najgori u serijalu, iako kvaliteta serijala se poboljšala nakon izdavanja X7 (ali kritiziran radi drugih razloga). 
Capcom je i kritiziran za odustajanje od Legends serijala. Samo dva službena naslova i spin-off kolekcija mini igara su izdana u kasnim devedesetima nakon kojih je Legends zaboravljen. Obožavatelji su bili izrazito iritirani jer Legends je bila prva Mega Man franšiza koja je izdana u 3D-u. Od izdavanja drugog naslova Legends likovi su samo imali cameo u ostalim serijalima i jedina izdavanja su bila konverzije prvog dijela za Nintendo 64 i računalo. Capcom nikada nije dao službene razloge za prekid Legends serijala, ali jedan razlog bi mogao biti uspjeh X serijala na Playstationu, koji je motivirao tvrtku da se usredotoči na njega. U nedavnom intervjuu Keiji Inafune je izrazio da ne misli da je voljan rizika potrošiti 15 000 000 $ (trošak izrade MML3) te je rekao u šali da ako bi mu bogati čovjek dobacio novac sigurno bi napravio novi nastavak.
Jedna velika mrlja je tretiranje franšize izvan Japana. Mnogi obožavatelji se žale da Capcome konvertira naslove vrlo loše za sjeverno američko tržište s nepotrebnim promjenama imena, lošim prijevodima dijaloga, općenito radeći igre prihvatljivije za mlađu publiku i u zadnje vrijeme izbacujući neke element igre (Mega Man Battle Network 6). Usto, europske verzije igre često dobivaju ružan dizajn pakiranja i čak promijenjene logotipove (unatoč zajedničkih imena naslova sa sjeverno američkog tržišta). Jedna druge velika mrlja je između Capcoma i europskih obožavatelja koji se osjećaju zanemareno naročito glede izdavanja Mega Man i Mega Man X Anniversary Collection naslova koji, bez znanih razloga, su ekskluzivni naslovi za tržište Sjeverne Amerike. Europski obožavatelji općenito su iziritirani manjkom Mega Man naslova na njihovom tržištu.

## Vanjske poveznice
- Mega Man službena stranica Capcoma
- Povijest "Mega Mana" pri GameSpotsu
- The Mega Man Knowledge-base: The Mega Man Wiki — Wiki posvećen Mega Manu